# Пуиг, Ясиль
Ясиль Пуиг Вальдес (исп. Yasiel Puig Valdés; 7 декабря 1990, Сьенфуэгос) — кубинский профессиональный бейсболист, играющий на позиции аутфилдера в клубе Мексиканской бейсбольной лиги «Эль Агила де Веракрус». С 2013 по 2019 году выступал в Главной лиге бейсбола, большую часть карьеры проведя в составе «Лос-Анджелес Доджерс». Участник Матча всех звёзд лиги 2014 года.

## Профессиональная карьера
Пуиг уехал с Кубы в 2012 году и начал процедуру по получению места проживания в Мехико, чтобы стать свободным агентом в МЛБ. 28 июня 2012 года он подписал семилетний контракт с «Лос-Анджелес Доджерс» на сумму 42 млн долларов. Клуб включил его в свой состав и направил в свой фарм-клуб «Аризона Лига Доджерс». За девять игр его процент реализации составил 40 %, он сделал 4 хоум-рана и 11 RBI.
13 августа 2013 года «Доджерс» перевели его в фарм-клуб «Ранчо Кукамонга Квейкс» из Class A-Advanced Калифорнийской лиги. За 14 игр в команде его процент отбивания составил 32,7 %. По окончании сезона, он был заявлен для участия в Аризонской осенней лиге за команду «Месса Солар Сокс», однако из-за инфекции в правой руке он перенес операцию и выбыл из состава на несколько месяцев. После выхода из больницы он отыграл зимний период в Пуэрто-Рико.
В начале 2013 года он провёл успешные весенние тренировки с «Доджерс» в Лиге Кактуса, реализуя 52,6 % выходов на биту и в СМИ появились слухи о его скором появлении в основном составе «Доджерс». Однако он был переведён в команду «Чаттанога Лукаутс» из АА-лиги незадолго до окончания весенней серии.
2 июня 2013 года «Доджерс» объявили, что отозвали Пуига из «Чаттаноги» и он дебютирует в МЛБ 3 июня. В своём первом выходе на биту он сделал сингл, а всего сделал 2 из 4 удачных выходов.
С самого начала сезона 2015 года Пуиг начал испытывать проблемы с ахилловым сухожилием на левой ноге, из-за чего пропустил несколько матчей. 26 апреля 2015 года он впервые в своей карьере был помещён в 15-дневный список травмированных.. 6 июня он вернулся в основной состав команды. 18 августа Пуиг вновь получил травму ахиллового сухожилия — на этот раз на правой ноге и был помещён в список травмированных на девять дней. Возвращение на поле Ясиля состоялось 3 октября и он отыграл два последних матча сезона. Всего в сезоне 2015 года он сыграл 79 игр, в которых его средняя реализация выходов на биту составила 25,5 % и он выбил 11 хоум-ранов и набрал 38 RBI.
21 декабря 2018 года «Доджерс» обменяли Пуига, Мэтта Кэмпа, Алекса Вуда, Кайла Фармера и денежную компенсацию в «Цинциннати Редс» на Гомера Бейли, Джетера Даунса и Яисю Грей.

## Личная жизнь
У Пуига есть три сына: Диего Алехандро, родившийся в декабре 2013 года, Дэниель Себастиан, родившийся 2 февраля 2017 года и Дэмиан Яир — в январе 2018 года.